# Ulica Długa w Warszawie

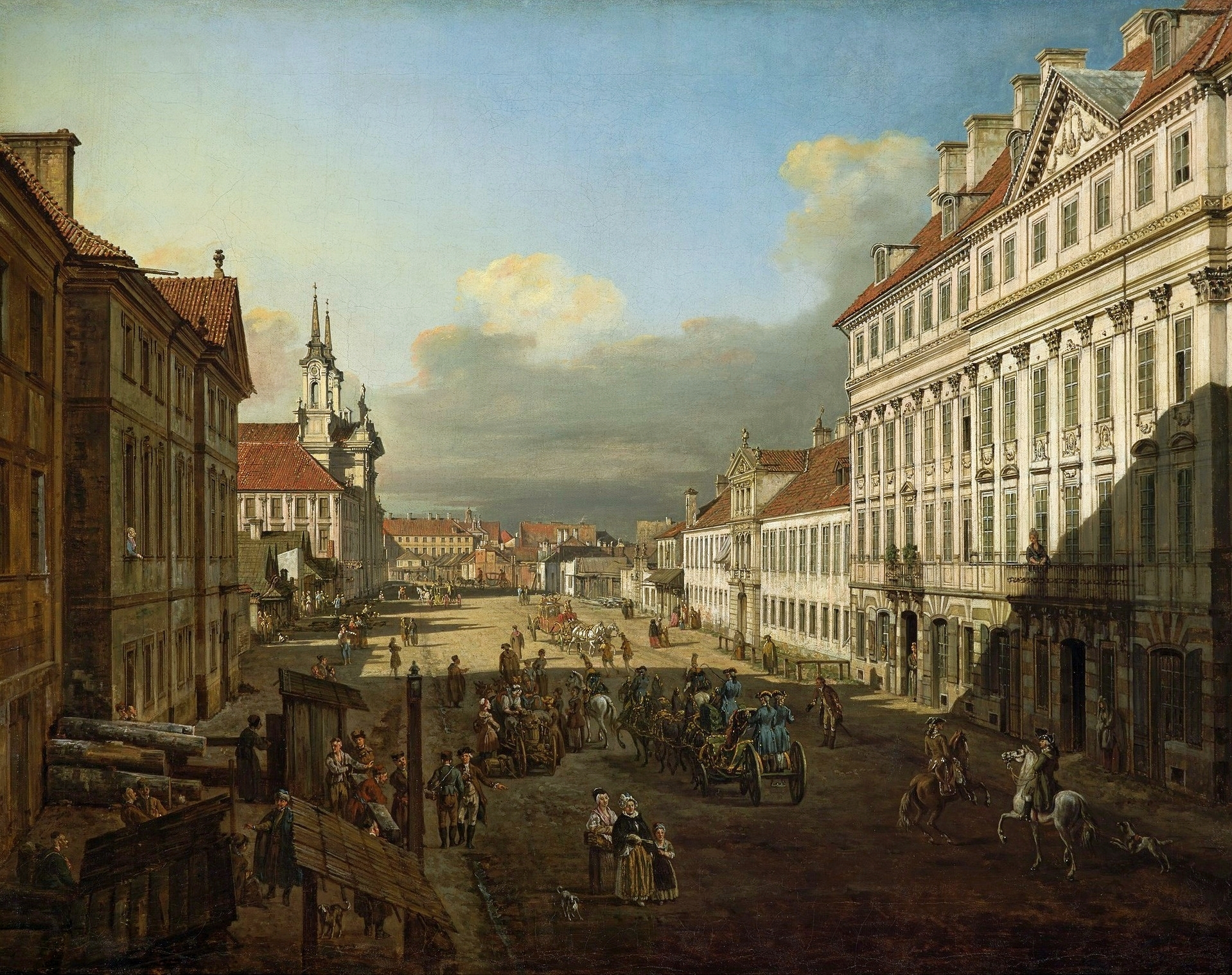
Bernardo Bellotto, Ulica Długa w Warszawie, 1778

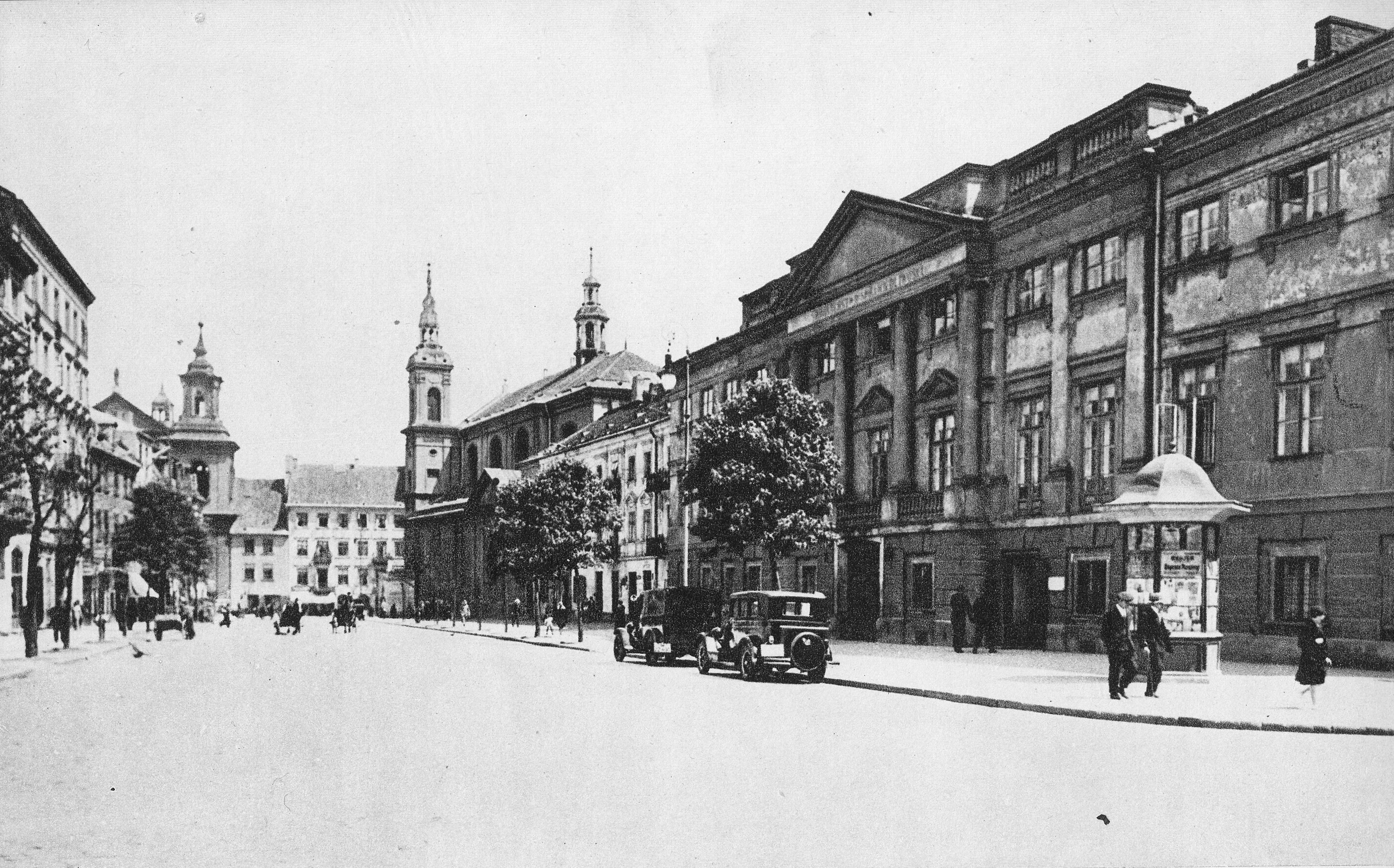
Ulica ok. 1930

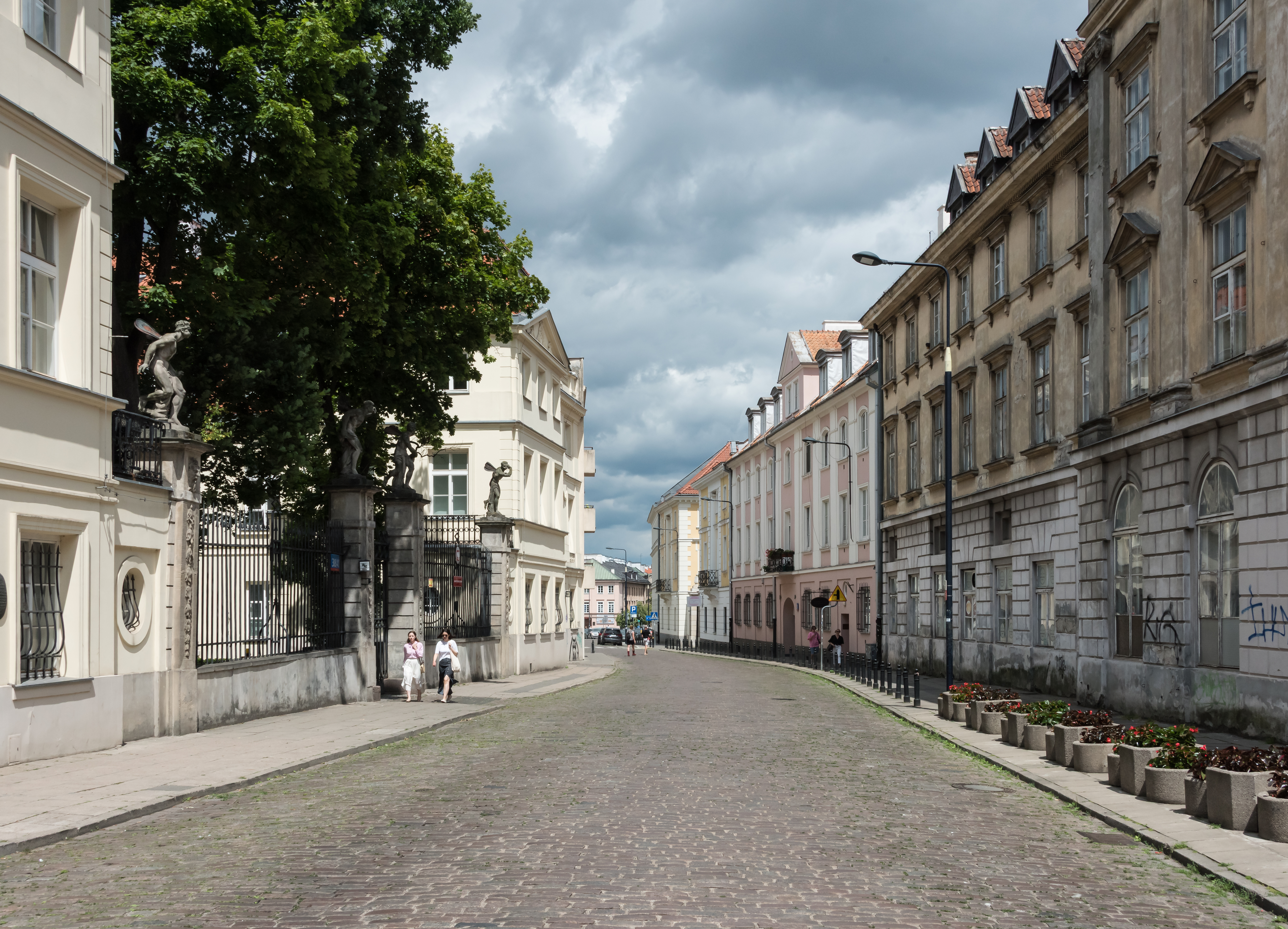
Ulica na wysokości pałacu Pod Czterema Wiatrami, widok w kierunku wschodnim (2025)

Ulica Długa – ulica w dzielnicy Śródmieście w Warszawie.

## Historia
Ulica jest częścią dawnego traktu do Sochaczewa i Łowicza. W tym okresie ulica spełniała również rolę placu targowego; pozostałością tego jest jej bardzo duża szerokość na obszarze Nowego Miasta. 
W czasie potopu szwedzkiego z 70 domów znajdujących się przy ulicy ocalało 8. 
Wzniesiony w 1821 domek pod numerem 1, u zbiegu ulic Długiej i Freta, stanowił najmniejszą nieruchomość hipoteczną w Warszawie.
Wieczorem 29 listopada 1830 powstańcy listopadowi, przy znacznym udziale ludności cywilnej, zdobyli Arsenał, co pozwoliło przechylić szalę zwycięstwa na stronę Polaków podczas walk nocy listopadowej.
26 marca 1943 u zbiegu ulic Bielańskiej, Długiej i Nalewek miała miejsce akcja pod Arsenałem.
Ulica była miejscem walk podczas powstania warszawskiego. Jej wschodni fragment pozostawał w rękach powstańców do zajęcia Starego Miasta przez oddziały niemieckie i ukraińskie 2 września 1944. Wcześniej, 6 sierpnia 1944, w rocznicę wymarszu Pierwszej Kompanii Kadrowej, na Długiej odbyła się jedyna podczas powstania defilada wojsk powstańczych. Żołnierze batalionu „Gozdawa” przemaszerowali wtedy po mszy od kościoła garnizonowego do pałacu Raczyńskich. Duża część zabudowy ulicy została zniszczona w czasie nalotu niemieckiego 20 sierpnia 1944.
Zmiany, jakie nastąpiły tym rejonie miasta w latach okupacji niemieckiej i pierwszych latach powojennych, zmieniły kształt ulicy w jej zachodnim odcinku. Wskutek przebicia Trasy W-Z oraz ulicy Nowotki (obecnie ulicy Andersa) ulica kończy się ślepo przy Arsenale i stacji metra Ratusz Arsenał. 
W 1965 ulica jako założenie urbanistyczne w całości została wpisana do rejestru zabytków (nr rej. 63).

## Ważniejsze obiekty
- Kościół św. Ducha (nr 3)
- Kamienica Dulfusowska (Lelewelów) z I poł. XVIII wieku, na fasadzie pomiędzy oknami pierwszego piętra znajduje się tablica upamiętniająca Joachima Lelewela odsłonięta w 1916[10] (nr 4)
- Pałac Raczyńskich (nr 7)
- Katedra polowa Wojska Polskiego i Muzeum Ordynariatu Polowego (nr 13/15)
- Pomnik Powstania Warszawskiego
- Kamienica Gaszyńskiego w Warszawie (nr 20)
- Biuro Rzecznika Praw Obywatelskich (nr 23/25)
- Gmach dawnej Komory Celnej (nr 24)
- Pałac Marii Radziwiłłowej (nr 26)
- Dawny Hotel Polski (nr 29)
- Pałac Pod Czterema Wiatrami, nr 38/40)
- Wydział Nauk Ekonomicznych Uniwersytetu Warszawskiego (nr 44/50)
- Dwie tablice pamiątkowe Tchorka
- Arsenał, siedziba Państwowego Muzeum Archeologicznego. (nr 52)

## Obiekty nieistniejące
- Kościół i klasztor Brygidek
- Pałac Badenich